# Franco congolese
Il franco congolese è la valuta della Repubblica Democratica del Congo, suddivisa in 100 centimes.

## Primo franco, 1887-1976
Durante il dominio coloniale belga fu emessa una valuta in franchi e centesimi specifica per il Congo. Erano uguali alle monete del franco belga. Dal 1916 il franco congolese circolò anche in Ruanda e Burundi.  Dal 1952 le monete portavano la legenda "Ruanda-Urundi" e "Congo Belge" (o "Belgische Congo", in fiammingo).
Nel 1960 il Ruanda e Burundi adottarono il loro franco, mentre tra il 1960 ed il 1963 anche il Katanga coniò il proprio franco.
Il franco rimase la moneta del Congo dopo l'indipendenza fino al 1976 quando fu introdotto lo zaïre con un tasso di 1 zaïre = 1000 franchi.

### Monete
Nel 1887 furono introdotte monete di rame, forate al centro, con i valori di 1, 2, 5 e 10 centime, assieme a monete d'argento dal valore di 50 centime e da 1, 2 e 5 franchi. Dopo il 1896 non furono più coniate le monete d'argento. Monete forate in cupronichel da 5, 10 e 20 centime furono introdotte nel 1906 e le altre monete di rame (da 1 e 2 centime) coniate fino al 1919. Monete in cupronichel da 50 centime ed 1 franco furono introdotte rispettivamente nel 1921 e 1920.
La monetazione del Congo belga ebbe termine nel 1929 e fu ripresa nel 1936 e 1937 con l'emissione della moneta in nickel-bronzo da 5 franchi. Nel 1943 fu introdotta una moneta esagonale in ottone da 2 franchi, seguita, tra il 1944-47, da monete d'ottone, tonde, da 1, 2 e 5 franchi e da una moneta d'argento da 50 franchi.
Nel 1952 furono coniate monete da 5 franchi che per la prima volta recavano la dizione "Ruanda-Urundi". Seguirono poi, tra il 1954 ed il '57, monete d'alluminio da 50 centime, 1 e 5 franchi. Nel 1965 fu coniata l'unica moneta denominata "franco" della Repubblica democratica del Congo, un pezzo d'alluminio dal valore di 10 franchi.
Alcune monete, come quelle proprie del Belgio, furono coniate in due distinte versioni, una con la legenda in francese e l'altra con la legenda in fiammingo.

### Banconote
Nel 1896 lo Stato indipendente del Congo emise banconote da 10 e 100 franchi. Nel 1912 la Banque du Congo belge introdusse biglietti da 20 e 1000 franchi seguiti da quelli da 1, 5 e 100 franchi nel 1914. I biglietti da 1 franco furono stampati solo fino al 1920, mentre le banconote da 10 franchi furono introdotte nel 1937. I 500 franchi furono introdotti negli anni 1940 ed i 10 000 franchi nel 1942.
Nel 1950 le Banque centrale du Congo belge et Ruanda-Urundi introdusse banconote da 5, 10, 20, 50 and 100 franchi e quelle da 500 e 1000 franchi furono aggiunte nel 1953.
Nel 1961 la Banque nationale du Congo introdusse banconote da 20, 50, 100, 500 e 100 franchi, alcune delle quali furono stampate fino al 1964. Nel 1962 il Conseil monétaire de la Republique du Congo introdusse banconota da 1000 franchi. Questa banconota fu emessa utilizzando quelle precedenti della Banque centrale du Congo belge et Ruanda-Urundi su cui fu apposta una sovrastampa con il nome della nuova autorità emittente.
Nel 1963 il Concilio Monetario emise tipi regolari da 100 e 5000 franchi.

## Secondo franco, 1997-
Il franco fu nuovamente introdotto nel 1997, in sostituzione del nuovo zaïre con un tasso di cambio di 1 franco = 100 000 nuovi zaïre.

### Monete
Ci sono numerosi disegni di monete da 25-centime, 50-centime e da 1 franco in metallo non prezioso. Tuttavia dalla reintroduzione del franco l'uso delle monete è discontinuo.

100 franchi (1997)

### Banconote
Nel 1997 sono state introdotte banconote dai valori di 1, 5, 10, 20 e 50 centime e da 1, 5, 10, 20, 50 e 100 franchi. Banconote da 200 franchi sono state introdotte nel 2000, seguite da quelle da 500 franchi nel 2002.